# Hipolit Popiołek
Hipolit Popiołek (ur. 13 sierpnia 1811 w Krakowie, zm. 19 lipca 1849 tamże) – polski aktor i dyrektor teatrów prowincjonalnych.

## Życiorys
Od przynajmniej 1837 do 1843 r. prowadził zespół teatralny, z którym występował w Lublinie, Piotrkowie, Radomiu, Kielcach, Płocku, Włocławku, Kutnie, Sieradzu i Łęczycy. Zasłużył się jako popularyzator opery. Zespół Hipolita Popiołka był pierwszym, który wystawił na prowincji operę Norma. Do jego zasług należy wybudowanie teatru letniego w ogrodzie Wajgarta w Lublinie (1841). 

## Rodzina
Był synem majstra kominiarskiego Franciszka Popiołka i Marianny z Sadowskich. W 1835 r. poślubił aktorkę teatralną Józefę z Sołtynkiewiczów.